# رننبورگ (تورینگن)
شهر رننبورگ (به آلمانی: Ronneburg) در ایالت تورینگن در کشور آلمان واقع شده‌است.